# Кам'яна Багачка
Кам'яна́ Бага́чка (інші назви — Закам'яніла Багачка, Зачарована Скеля) — скеля у Покутсько-Буковинських Карпатах, геологічна пам'ятка природи місцевого значення. Розташована на правому схилі долини річки Путили, біля села Усть-Путили Путильського району Чернівецької області. 
Площа природоохоронної території 0,1 га. Перебуває у віданні Усть-Путильської сільської ради. 
Відносна висота скелі — 22 м (максимальна майже 30 м). Складається з пісковиків. Біля підніжжя — лучна рослинність. Зі скелею пов'язано багато народних легенд. 

## Легенди про Кам'яну Багачку
|  | Володіла колись усіма багатствами цього краю жорстока поміщиця-скнара. Одного разу попросила в неї голодна вдова шматок хліба. Люта багачка жбурнула їй... каменюку. «А бодай би ти сама скам'яніла!» — гнівно відповіла їй вдова. I сталося диво: на очах у людей багачка вмить перетворилася на камінь і застигла біля дороги на березі річки Путилки. |

Інша легенда:
|  | У давні часи жила на цьому місці злая заможна жінка. І дізналася вона про те, що у сліпої старої бабусі є молода донька неземної краси, і вирішила взяти її в рабині. Одного разу прийшла голодна бабуся до багачки та каже їй: «Верни мені дитятко моє, коб хлібом мене годувало до смерті. Я ж бо темна, стара, нездужаю». Багачка засміялася, взяла з-під ніг великий, як бухань хліба, камінь, і протягнула старій жінці. Взяла жінка камінь та й каже багачці: «Аби ти сама стала каменем!», і багачка відразу перетворилася на скелю. Так і стоїть кам'яна багачка скелею над річкою, нагадуючи про наслідки людської жадності і знущання над бідними. |